# .ve
.ve — домен верхнего уровня для государства Венесуэла. Зарегистрирован 7 марта 1991 года. В настоящий момент регистрацией доменов .ve занимается Национальная комиссия по телекоммуникациям (исп. Comisión Nacional de Telecomunicaciones — CONATEL).
Регистрация допускается без ограничений, но только на третьем уровне.

## Некоторые домены.ve
- .com.ve — для венесуэльских коммерческих организаций
- .edu.ve — для образовательных учреждений Венесуэлы
- .gob.ve — для правительственных учреждений Венесуэлы
- .vil.ve — для венесуэльских военных учреждений
- .net.ve — для венесуэльских провайдеров услуг сети
- .org.ve — для венесуэльских некоммерческих организаций
- .info.ve — для венесуэльских информационных сайтов